# تأثيرات الإباحية
تعتمد تأثيرات المواد الإباحية على الأفراد أو علاقاتهم الحميمة على نوع المواد الإباحية وتختلف من شخص لآخر. ترتبط المواد الإباحية بآثار سلبية وإيجابية. أجريت دراسة بشكل خاص لمعرفة ارتباطها بالإدمان، بالإضافة إلى تأثيراتها على الدماغ بمرور الوقت. تشير بعض المراجعات الأدبية إلى أن الصور والأفلام الإباحية يمكن أن تسبب الإدمان، خاصة عندما تقترن بالاستمناء، بينما يؤكد آخرون أن البيانات لا تزال غير حاسمة. بحثت أبحاث أخرى في علاقة المواد الإباحية بأعمال العنف الجنسي، وكانت النتائج متباينة.

## التأثير على الوظيفة الجنسية
تؤدي المواد الإباحية، وخصوصا المواد الإباحية على الإنترنت، إلى تعود المشاهدين عليها مما قد يدفعهم إلى مشاهدة مواد إباحية أكثر تطرفا وشذوذا وقد يؤدي هذا في العلاقات الجنسية إلى ضعف في الانتصاب أو سيقوم بالعادة السرية لمشاهدي المواد الإباحية لتعودهم على المواد الإباحية المتطرفة ولا يستثاروا من التجارب الجنسية العادية. وقد يحتاجوا إلى تخيل أو تقليد مشاهد إباحية ولكي يستثاروا أثناء ممارسة الجنس.

## إدمان
يتسم إدمان المواد الإباحية بأنه إدمان سلوكي قهري، وقد يتسبب في عواقب سلبية خطيرة قد تكون عواقب مادية أو نفسية أو اجتماعية أو مالية. ، ويوجد علامة واحدة على أن مشاهدة المواد الإباحية قد تحولت لإدمان وهي إذا ما استمر الشخص في مشاهدة الإباحية على الرغم من ظهور عواقب سلبية.

## دراسات ونتائج أخرى

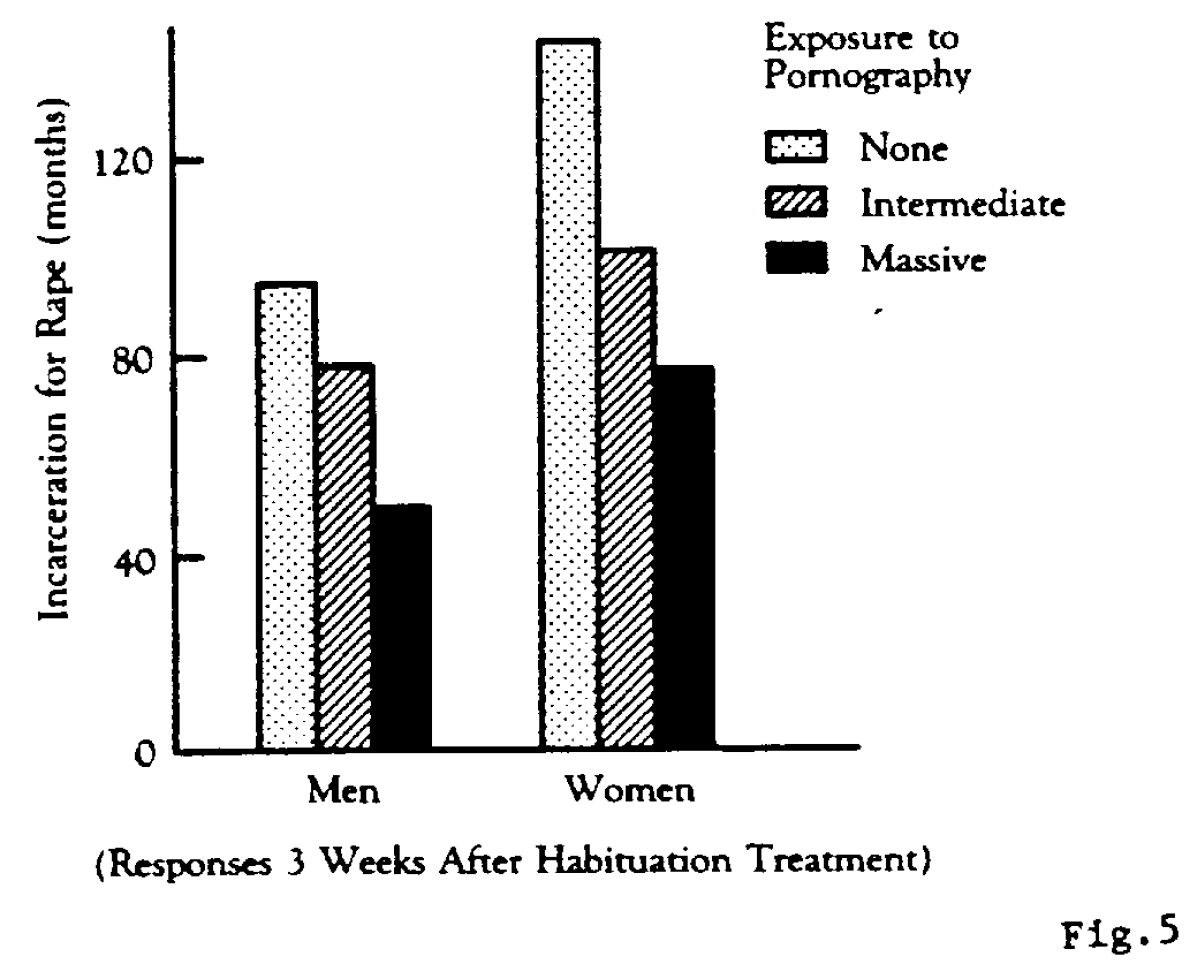
Figure 5 in Effects of Prolonged Consumption of Pornography.

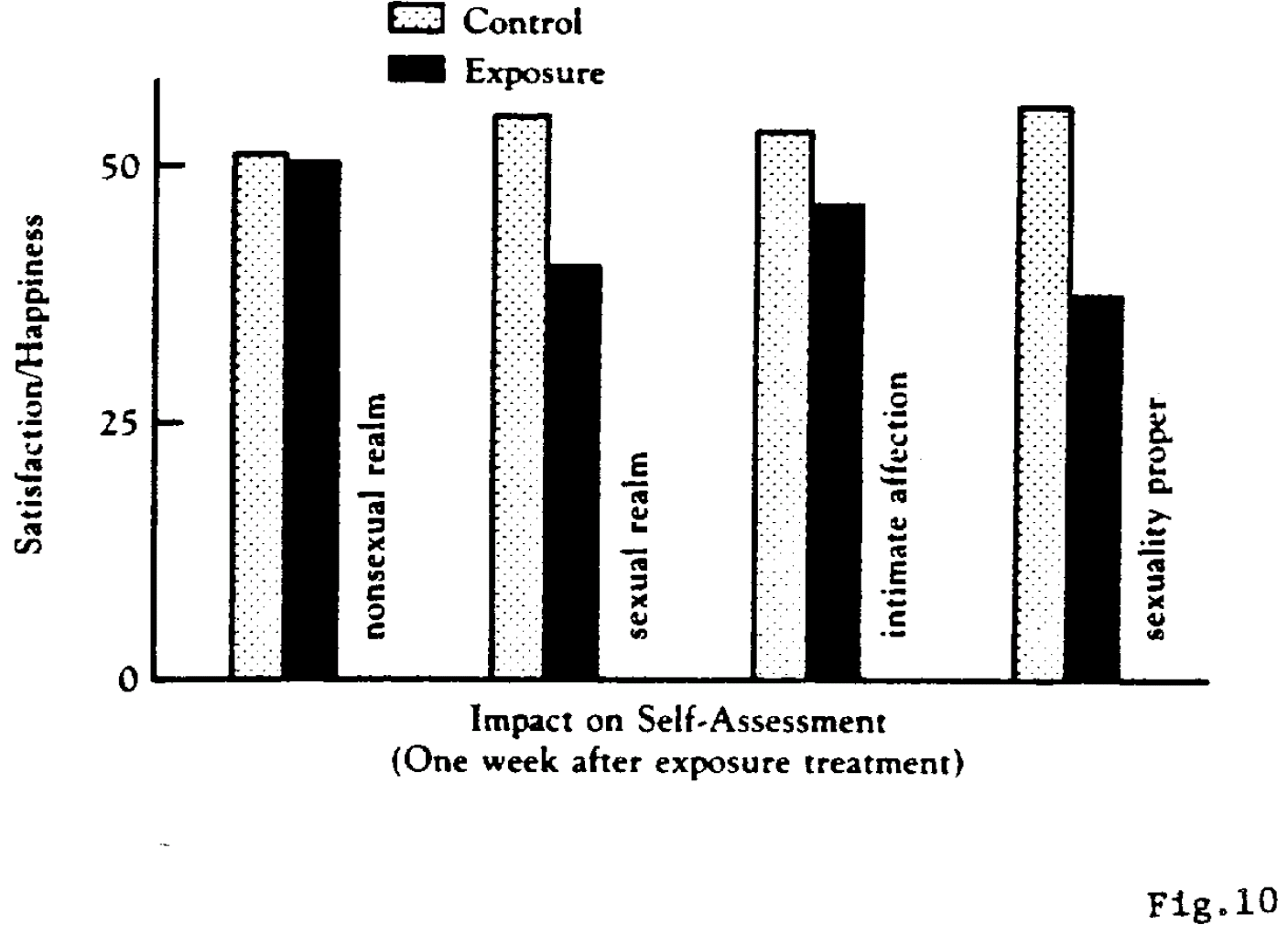
Figure 10 in Effects of Prolonged Consumption of Pornography.

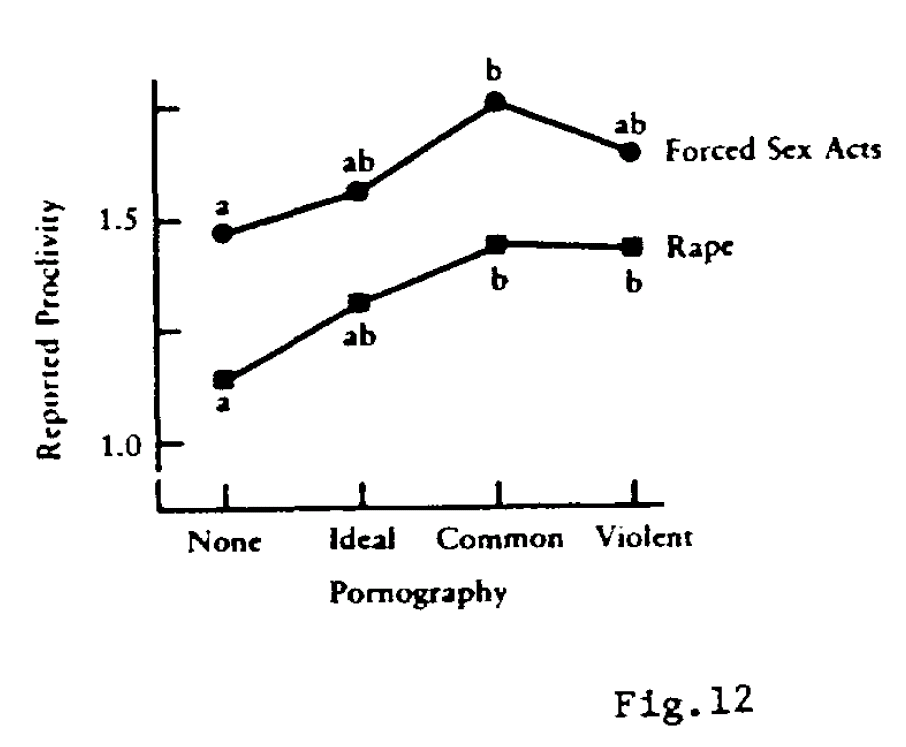
Figure 12 in Effects of Prolonged Consumption of Pornography.

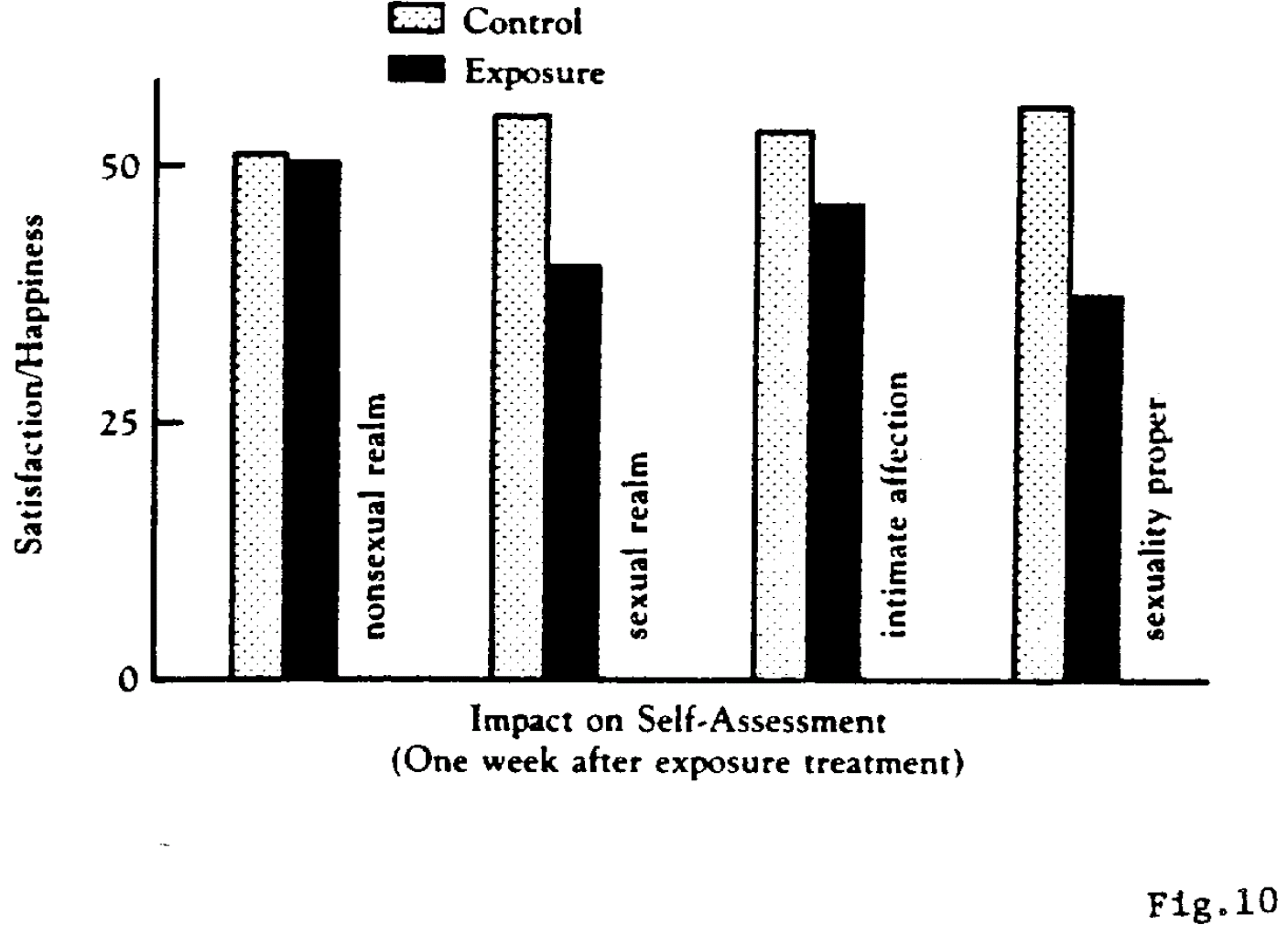
Figure 10 in Effects of Prolonged Consumption of Pornography.

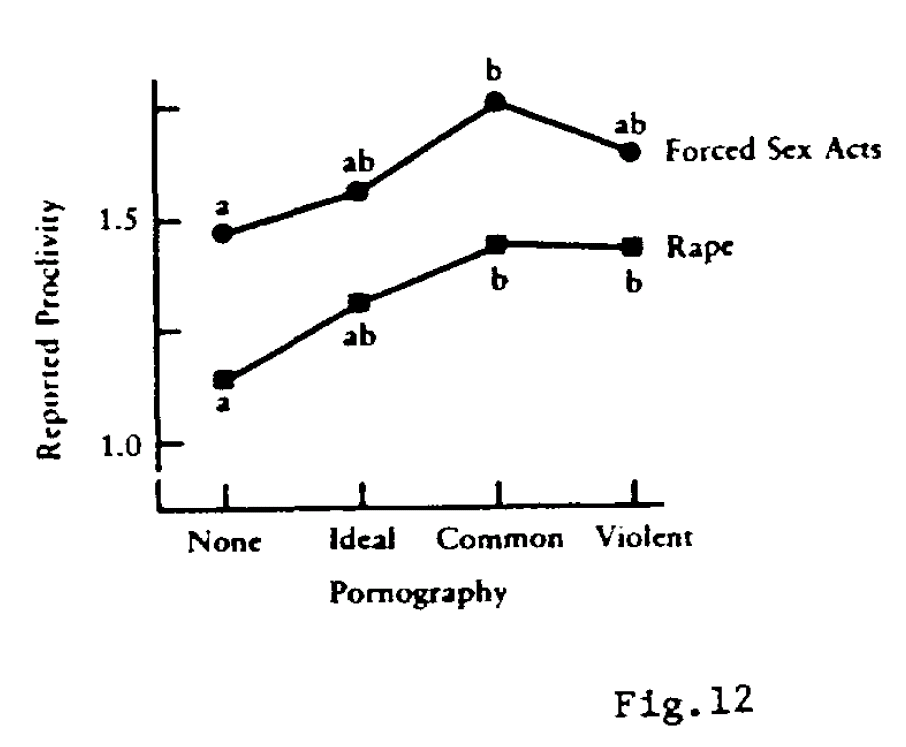
Figure 12 in Effects of Prolonged Consumption of Pornography.

من أشهر الأبحاث في هذا المجال بحث الطبيب الأمريكي زيلمان الذي أجراه عام 1986 بعنوان آثار الاستهلاك الطويل للاباحية، وفيه لخص زيلمان إلى أن المشاهدة الكثيفة للمواد الإباحية قد تنتج بعض الآثار الاجتماعية السلبية، بما في ذلك تناقص احترام الطرف الأخر في العلاقات طويلة الأمد، الأحادي، ورغبة موهنة الإنجاب. وهو يصف الأساس النظري لهذه الاستنتاجات التي تفيد:
القيم التي أعرب عنها في المواد الإباحية الصدام من الواضح أن ذلك مع مفهوم الأسرة، وأنها يحتمل أن تقوض القيم التقليدية التي تشجع على الزواج والأسرة والأطفال... الكتابات الإباحية أسهب في الحديث عن التعاقدات الجنسي للأطراف الذين قد التقيت للتو، الذين هم في أي شكل من الأشكال المرفقة أو ملتزمة ببعضها البعض، والذين سوف جزء قليل، ابدأ أن يجتمعا مرة أخرى... الإشباع الجنسي في المواد الإباحية ليست وظيفة التعلق العاطفي، العطف، من رعاية، ولا سيما من استمرار العلاقة، كاستمرار مثل هذا سيترجم إلى المسؤوليات، والتقليص، وتكاليف... 
بالإضافة إلى ذلك، يدعى بعض الباحثين أن المواد الإباحية ضررا لا لبس فيه للمجتمع عن طريق زيادة معدلات الاعتداء الجنسي، خط من البحوث التي قد تم نقد في آثار المواد الإباحية: «منظور الدولية». في ورقة مكتوبة في عام 1965 دعا، «الانحراف الجنسي» «سلوك مكيفة»: فرضية A، ماغواير الملكية الأردنية وجدت أن مشاهدة المواد الإباحية يمكن أن تخدم كمصدر بارافيليك «الخيال الجنسي حية» التي، عند التفكير في أثناء الاستمناء، يجوز لها أن تجعل الرجال إلى انحراف. في سجن مقابلة أجرتها داينز غيل، يتبع اغتصاب طفل قبل سن البلوغ «الاعتيادية» استهلاك الأطفال الإباحية «في غضون ستة أشهر»، على الرغم من أن الرجال كانوا سابقا «بالفزع إزاء الفكرة».
الآثار لفترات طويلة الاستهلاك من الإباحية أفادت بإجراء استعراض للدراسات الخاضعة للرقابة التي وجدت أن العرض واسعة من النوع المواد الإباحية التي تباع عادة في محلات بيع الكتب الكبار وكان ارتباطاً إيجابيا بالتساهل في الحكم على شخص أدين بالاغتصاب في إطار محاكمة صورية (الشكل 5)، انخفض رضا المشاركين مع حياتهم الجنسية والشركاء (الشكل 10)، ورغبة ذاتية التبليغ متزايدة لارتكاب الاغتصاب أو أخرى أجبرت الأفعال الجنسية (الشكل 12). آثار المواد الإباحية: «منظور الدولي» التصدي لهذا، محتجة بأن آثار التعرض قد تكون مختلفة عند فرد يتحكم بهم التعرض من عندما يتعرضون للتعرض تجريبيا:
تجارب المختبر المدرسي أو تجارب التعرض قصير (أقل من أسبوع لفصل دراسي أو نحو ذلك) لا يكاد يمكن مقارنتها على الأوضاع في العالم الحقيقي، وقد لا تكون ذات صلة على الإطلاق.... في الحياة الحقيقية، ويمكن انتخاب الأفراد لتجربة بعض المواد الإباحية لدقائق أو ساعات، في جلسة واحدة، أو على مدى سنوات. في الحياة الحقيقية، الأفراد أحرار في إرضاء مختلفة تحث الجنسي بطرق غير متوفر للطلاب في الفصول الدراسية أو الموضوعات في حالات المختبر. 
قد تم الربط بين المواد الإباحية والاعتداء الجنسي موضوعا لعدة ميتاناليسيس. ميتاناليسيس التي أجريت في التسعينات واقترح الباحثون أنه قد لا يكون هناك رابطة من أي نوع بين المواد الإباحية والاغتصاب مواقف داعمة في دراسات غير التجريبية. ومع ذلك، أخذ من الآيبود، et al (2010) يوحي بأن هناك صلة بين استهلاك المواد الإباحية العنيفة والمواقف الداعمة للاغتصاب في فئات معينة من سكان رجال، لا سيما عند اعتدال المتغيرات التي تؤخذ في الاعتبار.
في استعراض أجرى مؤخرا لهذا الأدب فيرغسون وهارتلي (2009) يقولون أن النتائج التي تسفر عنها الدراسات التي تسيطر عليها، غير متناسقة. ويذكران أن مؤلفي بعض الدراسات تميل إلى تسليط الضوء على النتائج الإيجابية التي توصل إليها حين ديمفاسيزينج النتائج فارغة، مما يدل على تأكيد التحيز في الكتابات المنشورة. فيرغسون وهارتلي خلص إلى أن الدراسات التي تسيطر عليها، على العموم، لم تكن قادرة على دعم الروابط بين المواد الإباحية والعنف الجنسي.

### الوبائية
دراسة وبائية ويصف الرابطة بين نظراً للسلوكيات أو الظروف البيئية، والصحة البدنية أو النفسية عن طريق رصد الظواهر في العالم الحقيقي من خلال البيانات الإحصائية. الدراسات الوبائية عموما لديهم مستويات عالية من المصدوقية الخارجية، بقدر ما أنها تصف بدقة الأحداث عند حدوثها خارج إعداد مختبر، ولكن تدني مستويات الصلاحية الداخلية، وبما يفعلونه ليس بشدة إقامة علاقات السبب والنتيجة بين السلوكيات أو شروط قيد الدراسة، والعواقب الصحية ولاحظ.
الدانماركية الإجرام كوتشينسكي بيرل دراسات بشأن جرائم المواد الإباحية والجنس في الدانمرك (1970)، تقرير علمي طلبتها «اللجنة الرئاسية» المعنية بالفحش والإباحية، وجدت أن إضفاء الشرعية على المواد الإباحية في الدانمرك لا (كما هو متوقع) أدت إلى زيادة جرائم الجنس. منذ ذلك الحين، العديد من تجارب أخرى قد أجريت، أما دعم أو معارضة نتائج كوتشينسكي بيرل، الذي سيواصل دراسته إلى الآثار الاجتماعية للمواد الإباحية حتى وفاته في عام 1995. وقد لخص العمل حياته في النشر القانون، والمواد الإباحية، والجريمة: «التجربة الدنماركية» (1999). ميلتون الماس من جامعة هاواي وجدت أن انخفض عدد الحالات المبلغ عنها من الإساءة الجنسية للأطفال ملحوظا فورا بعد رفع الحظر المفروض على مواد جنسية صريحة في عام 1989.

بعض الباحثين هناك ارتباط بين المواد الإباحية وانخفاض جرائم الجنس. آثار المواد الإباحية: «منظور الدولي» تمت دراسة وبائية وجد أن النمو الهائل لصناعة المواد الإباحية في الولايات المتحدة بين عامي 1975 و 1995 كان مصحوبا بانخفاض كبير في عدد حالات الاعتداء الجنسي للفرد، والإبلاغ عن نتائج مماثلة لليابان. قد تم نقد استنتاجات من هذا القبيل روبرت بيترز، الرئيس الأخلاق في وسائل الإعلام، على أساس أن يتم شرح النتائج أفضل بعوامل أخرى بخلاف زيادة انتشار المواد الإباحية: 
تفسيراً معقولاً أكثر أنه إذا كان هناك انخفاض في «الاغتصاب القسري»، من نتيجة جهودا هائلة للحد من الاغتصاب من خلال المجتمع والبرامج المستندة إلى المدرسة، التغطية الإعلامية والعدوانية إنفاذ القانون، الحمض النووي الأدلة، والسجن لفترة أطول، وأكثر.  -->
في عام 1986، خلص استعراض للدراسات الوبائية بنيل م. مالاموث أن الكمية المواد الإباحية التي ينظر بها الرجال كان ارتباطاً إيجابيا بدرجة الذي أيدوا الاعتداء الجنسي. العمل مالاموث توضح حول الاختيار (1984) الذي وجد بين عينة متنوعة من الرجال الكندية التي أدت مزيد من التعرض للمواد الإباحية للقبول أعلى من الأساطير الاغتصاب، والعنف ضد المرأة، وقسوة الجنسي عامة. في دراسة أخرى، بريير، كورن، رونتز، ونيل م. مالاموث، (1984) ذكرت الارتباطات متشابهة في عينة تشمل الذكور الكلية. من ناحية أخرى، أدى الفشل في العثور على وجود ترابط يعتد به إحصائيا في دراسة سابقة أخرى مالاموث لدراسة العلاقات المتبادلة الأخرى مثيرة للاهتمام، التي أخذت في الاعتبار المعلومات حول الحياة الجنسية العينات التي تم الحصول عليها في مرحلة الطفولة، والمواد الإباحية ظهرت كثاني أهم مصدر للمعلومات. العمل مالاموث قد لاقت انتقادات من مؤلفين آخرين، ومع ذلك، مثل بحث فيرغسون وهارتلي (2009) الذين يزعمون مالاموث بالغت نتائج إيجابية ولم يكن دائماً بشكل صحيح النتائج فارغة.

### بين المجرمين والأحداث
سيلبرت، م. والصنوبر، أ. في «المواد الإباحية والجنسية إساءة معاملة المرأة،» ونشرت دراستهم التي تنطوي على البغايا في المجلة الدولية أدوار الجنس، «التعليقات يتبع نفس النمط: المهاجم المشار إليها المواد الإباحية قد ينظر إليه أو قرأ وثم أصر ليس فقط تمتع الضحايا الاغتصاب ولكن العنف المتطرفة أيضا.»
فحصت الدراسة استخدام المواد الإباحية في القانون الجنائي وتاريخها التنموي من مرتكبي الجرائم الجنسية التعرض إلى واستخدام المواد الإباحية في تاريخها من المغتصبين 38 و 26 جرائم الاعتداء على الأطفال. ووجدت الدراسة أن كلا الفريقين الإبلاغ عن التعرض للمواد الإباحية، وكانت «أكثر احتمالاً كبيرا» لاستخدام المواد الإباحية قبل وأثناء تلك الجرائم. ووفقا للدراسة استخدمت المواد الإباحية للتخفيف من دفعة للعمل خارج. ووفقا للدراسة، أشارت جرائم الاعتداء على الأطفال إلى «أكبر بكثير» من التعرض للمواد الإباحية من المغتصبين في مرحلة البلوغ.
ووفقا لدراسة «استخدام المواد الإباحية كعلامة خطر لنمط السلوك بين رد الفعل الجنسي من الأطفال والمراهقين عدوانية»، رد الفعل الجنسي من الأطفال والمراهقين (سركس)، كما يشار إلى الأحداث من مرتكبي الجرائم الجنسية، «قد تكون أكثر ضعفا ومن المحتمل أن تواجه الآثار الضارة من استخدام المواد الإباحية». ووفقا للدراسة، كانت سركس الذين استخدموا المواد الإباحية «على الأرجح» لعرض السلوكيات العدوانية من نظرائهم نونوسينج.
ومع ذلك، تشير بعض الدلائل إلى أن استهلاك المواد الإباحية يساعد على بعض مرتكبي الجرائم الجنسية للحفاظ على من يتصرف خارجاً على ما يحث.

## الأحداث المواد الإباحية وسن المدرسة
مشاهدة المواد الإباحية النواة الصلبة يمكن إعطاء الشباب صورة مشوهة للجنس، وعلى سبيل المثال يمكن للصبية والفتيات أن يشعرو بأن الاغتصاب أمر طبيعي. الأطفال مشاهدة المواد الإباحية تتراوح أعمارهم بين الصغار جداً، بعض المواد يشاهد حصلوا على الأخوة والأخوات الأكبر سنا، والشباب لا تملك الخبرة اللازمة لأقول ما هو عادي، ما هو العدوانية والاستغلالية و/أو مسيئة. يشعر الأطفال الذين قد شاهدت المواد الإباحية أن الجنس أمر طبيعي، ومن المرجح أن تسمح إساءة ممارسة الجنس مع الأطفال. أطفال لا تتجاوز أعمارهم الثلاث يمكن الوصول إلى شبكة الإنترنت ويمكن الوصول إلى الإباحية عن طريق الخطأ. الأطفال الصغار بحاجة إلى أن تعرف إذا كانت تأتي عبر مواد صريحة عليهم أن يقولوا الكبار. هي سيكسواليسيد أطفال المدارس الصغار ولعب ألعاب جنسية صريحة. في المملكة المتحدة المدرسين يشعر التلاميذ بحاجة إلى التثقيف بشأن المواد الإباحية وحذر ما هو معقول وما هو غير مقبول.

## الارتباطات الخارجية
- حلقة عمل في الجراحة العامة على المواد الإباحية والصحة العامة، المتحدة دائرة الصحة العامة في الولايات، مكتب الجراحة العامة، 4 أغسطس 1986